# Зюссман-Хелльборн, Людвиг
Людвиг Зюссман-Хелльборн (нем. Louis Sußmann-Hellborn; 20 марта 1828, Берлин — 15 августа 1908, Берлин) — немецкий скульптор.
Учился у А. Вредова, в Берлине, провёл около четырёх лет (1852—1856) в Риме, для изучения образцовых произведений скульптуры, после чего путешествовал в Италии, Германии, Франции и Англии и, наконец, поселился в Берлине.

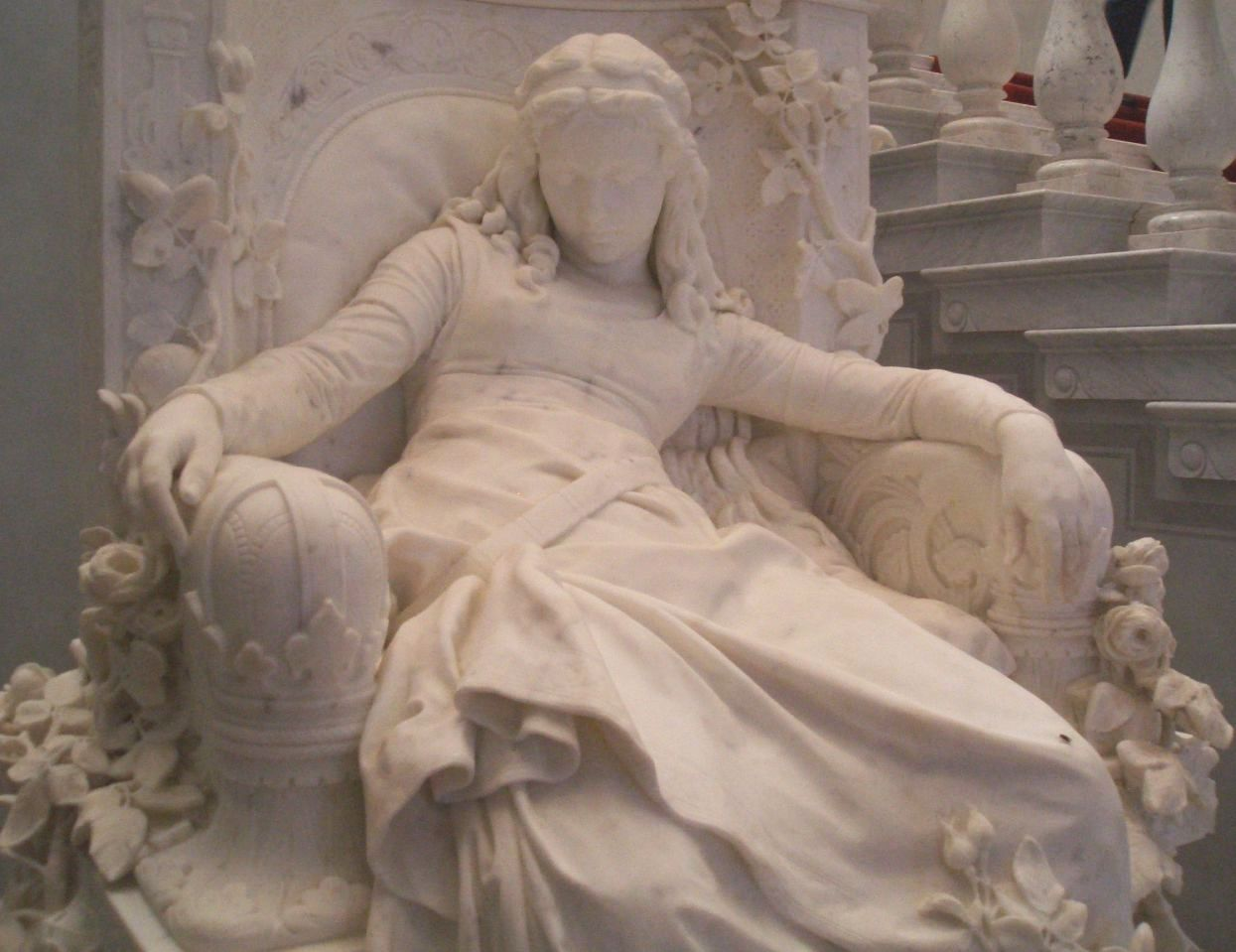
«Спящая красавица»

Обратил на себя внимание художественной критики созданным ещё в Риме «Пьяным сатиром» (1856; находится в Национальной галерее Берлина). Также он изваял несколько других изящных жанровых и мифологических композиций, таких, как, например, «Итальянка, заплетающая свои волосы в косу», «Амур во всеоружии» и «Покинутая Психея». Впоследствии перешел к созданию крупных, монументальных скульптур — мраморных статуй Фридриха Великого в старости и Фридриха-Вильгельма III (находятся в Берлинской ратуше, повторение второй — в зале городского совета, в Бреславле). В поздний период творчества вернулся к созданию камерных жанровых и аллегорических произведений («Рыбак с флейтой», «Лирическая поэзия», «Народная песнь», «Dornröschen» и др.).
Помимо этого, наделенный даром декоратора, он много трудился над заказами для художественно-промышленных предприятий. Он создавал эскизы для малой интерьерной пластики, статуэток и рельефных панно. Основал в Берлине немецкий художественно-промышленный музей. Совместно с Равене, активно способствовал началу производства эмали в этом городе .